# 毒莴苣
毒萵苣（学名：Lactuca virosa）是萵苣屬的一種，又稱刺毛萵苣，因其精神性（通常是鎮靜）的效果而為人所食用，其鎮定性效果與鴉片類似。毒萵苣原產於英國東部與東南部，在英國的其他地區分布稀少，在愛爾蘭則沒有分布。在北美洲則已經被正式引進加州、阿拉巴馬州、愛荷華州與華盛頓哥倫比亞特區，在該洲其他地區也有分布。

## 描述
刺毛萵苣為二年生植物，和野萵苣類似但較高，可長至約200公分，葉柄與葉較呈紫色。葉片分割較少但沿伸較廣。本種的瘦果呈紫黑色，尖端沒有刺毛，冠毛則與野萵苣的相同。其花期為7月至9月。

## 圖片

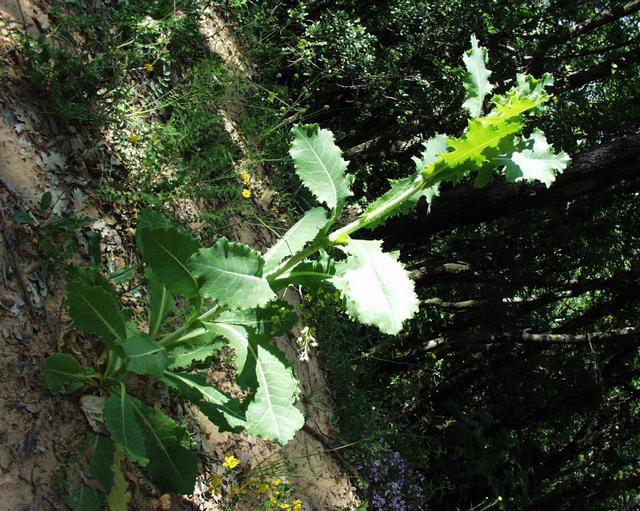
植株
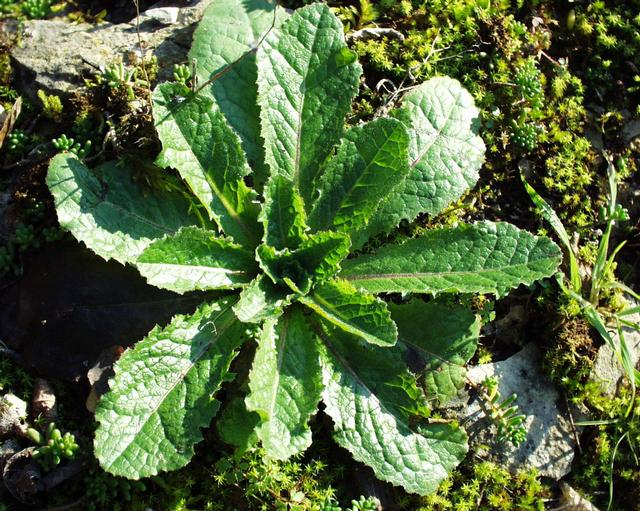
葉叢
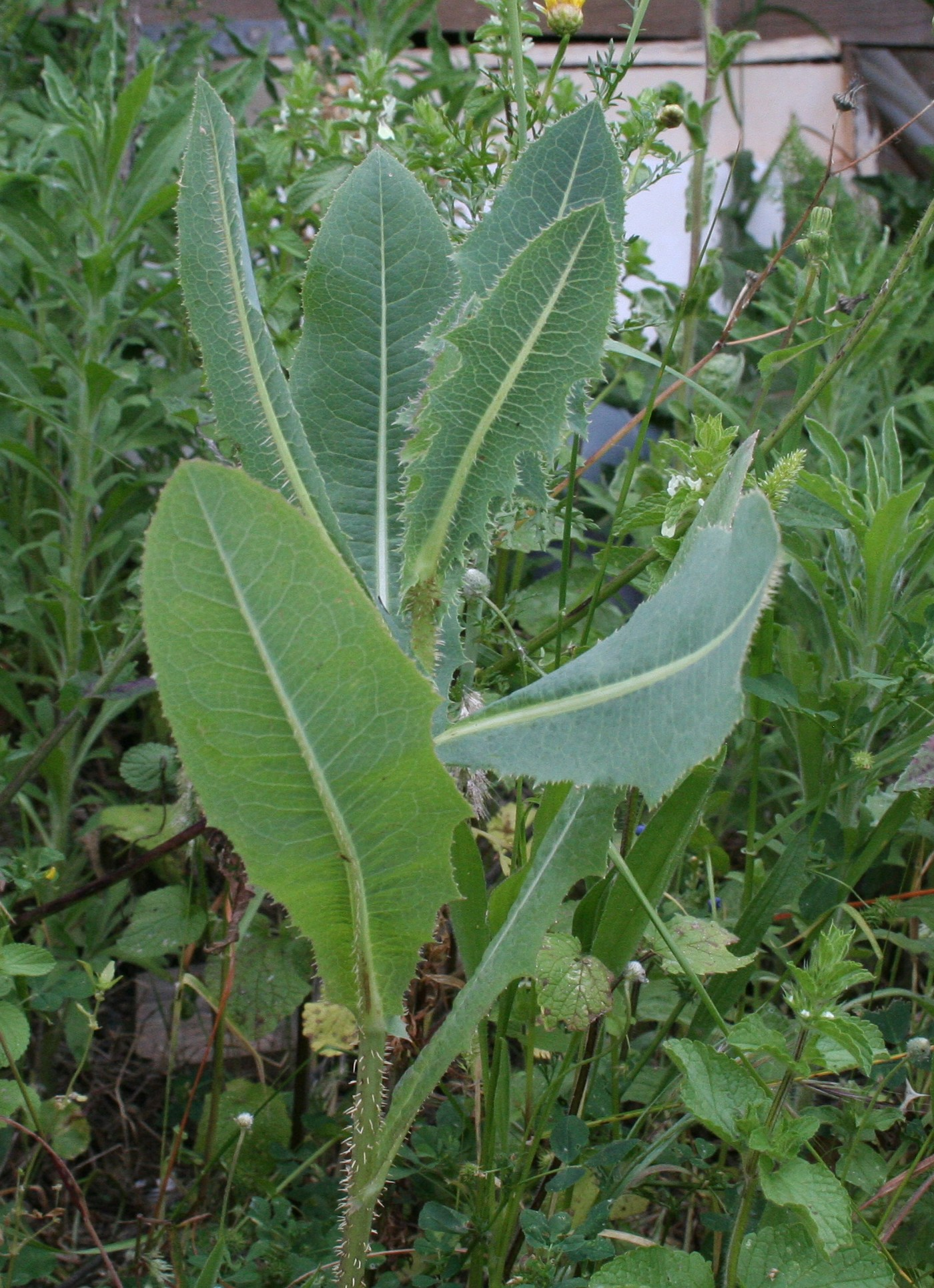
葉
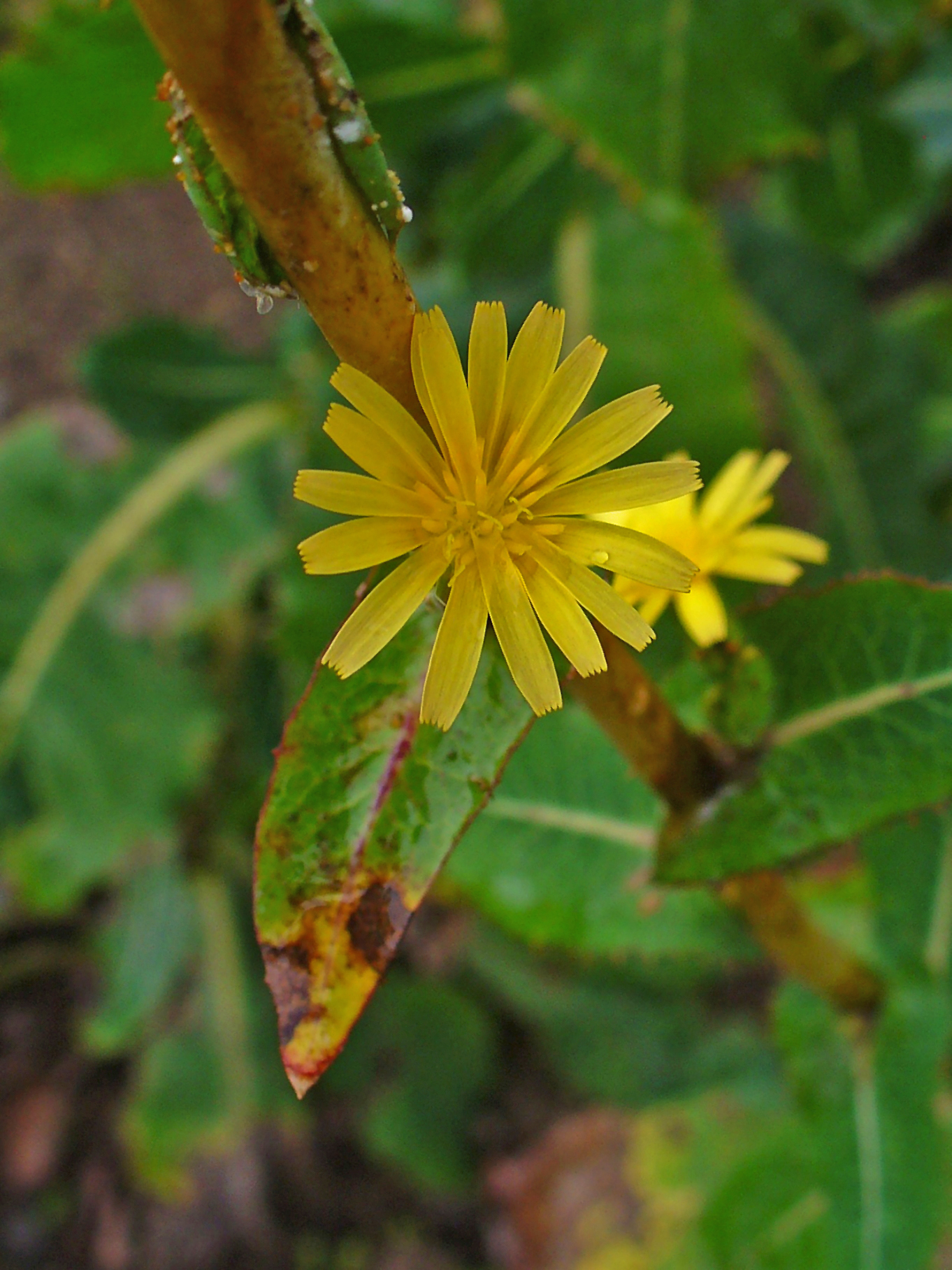
花
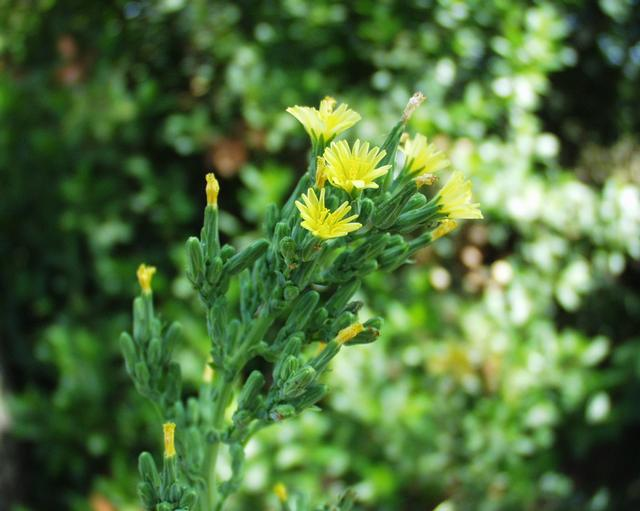
蒴果
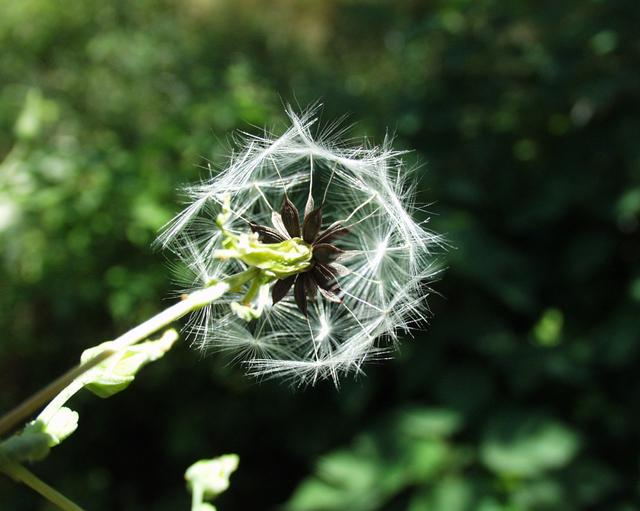
冠毛
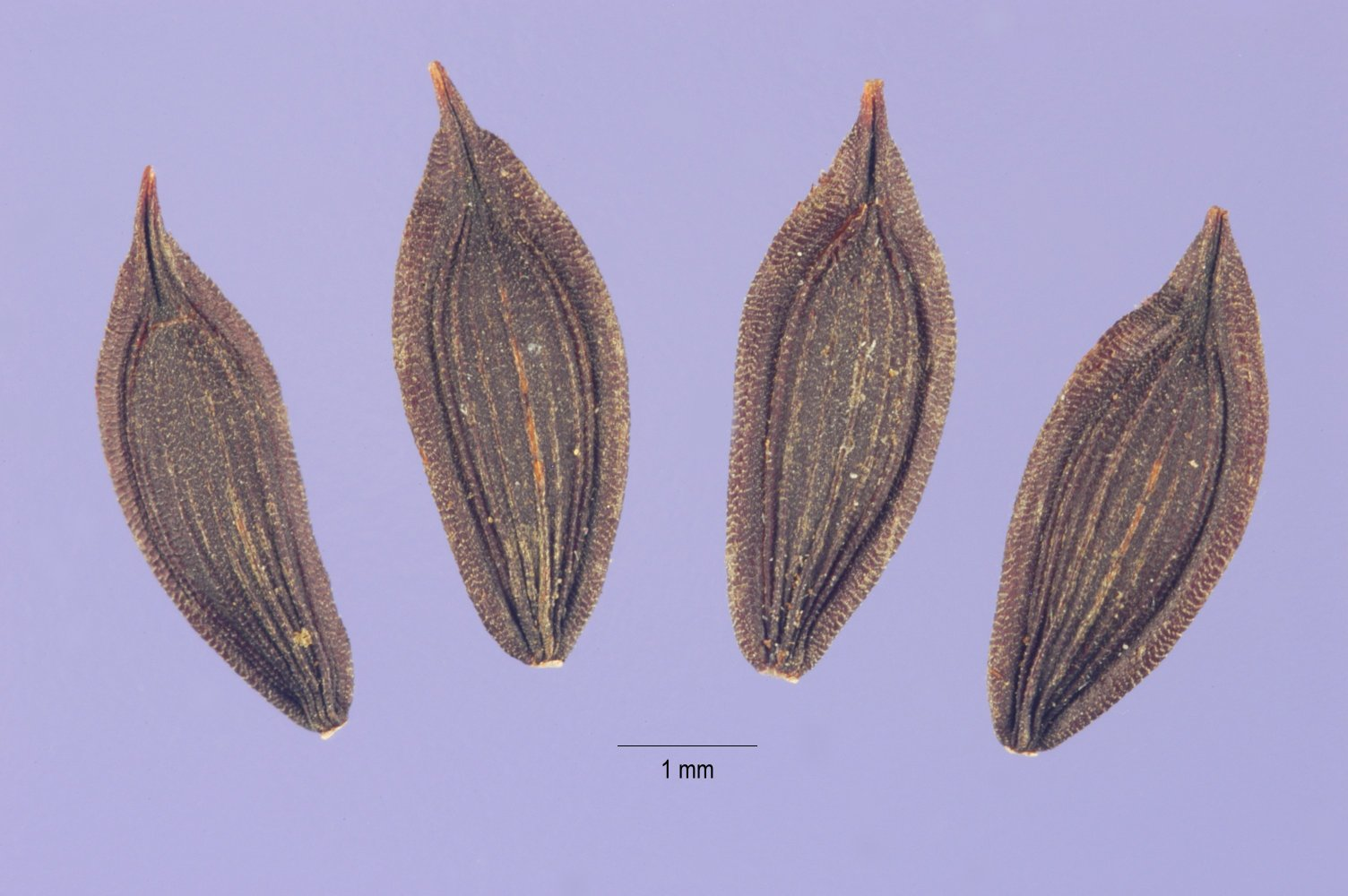
種子

## 药用价值
毒莴苣植株所有部位都有乳汁，其乳汁和叶均具有药用价值。其活性成分主要是山莴苣素和山莴苣苦素，临床上具有轻度的镇静、止痛和催眠作用，其汁液也可以治疗过敏性咳嗽、百日咳、支气管炎等疾病。

## 外部連接
- Lactuca virosa （页面存档备份，存于） United States Department of Agriculture Plants Profile
- Wild lettuce （页面存档备份，存于） Vaults of Erowid
- photo of herbarium specimen at Missouri Botanical Garden （页面存档备份，存于）